# (10606) Crocco
(10606) Crocco est un astéroïde de la ceinture principale.

## Description
(10606) Crocco est un astéroïde de la ceinture principale. Il fut découvert le 3 novembre 1996 à Sormano par Valter Giuliani et Francesco Manca. Il présente une orbite caractérisée par un demi-grand axe de 3,15 UA, une excentricité de 0,10 et une inclinaison de 17,6° par rapport à l'écliptique.

## Compléments